# Parc national Laguna San Rafael
Le parc national Laguna San Rafael est un parc national situé dans la région Aysén au Chili et comprenant le lac San Rafael. Créé en 1959 par le décret suprême no 475, il est administré par la Corporación Nacional Forestal (CONAF). Il a également été reconnu comme réserve de biosphère de l'UNESCO en 1979.
Il inclut le champ de glace Nord de Patagonie. Son point culminant est le Monte San Valentin (4 058 m).

## Flore
Les espèces principales d'arbres qui peuplent ses forêts sont le hêtre de Magellan (Nothofagus betuloides), le coihue (Nothofagus dombeyi), l'huililahuán (Podocarpus nubigenus), le taique (Desfontainia spinosa), le coihue de Chiloé (Nothofagus nitida), le cannelle de Magellan (Drimys winteri), le cyprès de las Guaitecas (Pilgerodendron uviferum), le tepa (Laureliopsis philippiana). En sous-bois on observe principalement la berbéris à feuilles de buis (Berberis buxifolia), le fuchsia de Magellan (Fuchsia magellanica), un genre botanique de la famille des Ericaceae appelé localement chaura (Pernettya mucronata).

## Faune
On observe différentes espèces d'oiseaux dans le parc le cygne à cou noir (Cignus melancoriphus), différentes espèces du genre Larus comme le goéland gris (Leucophaeus modestus) ou le goéland dominicain (Larus dominicanus), le condor des Andes (Vultur griphus), des espèces de cormorans (Phalacrocorax), le tourco rougegorge appelé localement chucao (Scelorchilus rubecula) (Scelorchilus rubecula), le huet-huet (Pteroptochos tarnii). 
Les mammifères présents sont le pudu du Sud (Pudu pudu), la loutre marine (Lontra felina), la loutre du Chili (Lontra provocax), le Kodkod (ou Guiña) (Oncifelis guigna ou Leopardus guigna), le cerf du sud andin (Hippocamelus bisulcus), renard de Magellan (Pseudalopex culpaeus).